# Tabanus multicinctus
Tabanus multicinctus är en tvåvingeart som beskrevs av Schuurmans Stekhoven 1926. Tabanus multicinctus ingår i släktet Tabanus och familjen bromsar. Inga underarter finns listade i Catalogue of Life.